# إمام عاشور
إمام عاشور متولي عبد الغني
```
[
3
]
```

(مواليد مدينة السنبلاوين 20 فبراير 1998) هو لاعب كرة قدم مصري يلعب في مركز خط الوسط لصالح النادي الاهلي المصري والمنتخب المصري.

## مسيرته الكروية
بدأ عاشور مشواره بقطاع ناشئين غزل المحلة وتدرج في جميع فرق الناشئين بالنادي وتم تصعيده للفريق الأول للمحلة ثم انتقل لحرس الحدود لمدة ثلاثة مواسم.

### حرس الحدود

#### موسم 2018-2019
في 19 أكتوبر 2018، أدرك إمام عاشور التعادل لفريق حرس الحدود بتسجيله الهدف الأول في مرمى سموحة، في المباراة المقامة بين الفريقين على استاد برج العرب، في الجولة الـ11 بالدورى الممتاز.
في 26 نوفمبر 2018، سجل إمام عاشور الهدف الثالث لنادي حرس الحدود أمام نظيره وادى دجلة، في مباراة الجولة السادسة عشرة من مسابقة الدورى، وسجل إمام عاشور الهدف في الدقيقة 88 من أحداث المباراة في مرمى محمد عبد المنصف.
في 26 مايو 2019، احرز امام عاشور هدفاً في مرمي نادي وادي دجلة تعادل به الحرس بهدف مثله في المباراة التي انتهت بالتعادل 1-1.

### الزمالك

#### موسم 2019-2020
في 04 أغسطس 2019، وقع مسئولو نادى الزمالك، عقود ضم إمام عاشور صانع ألعاب غزل المحلة لمدة 5 مواسم .
في 20 فبراير 2020، قررت لجنة الانضباط والأخلاق بالاتحاد المصري لكرة القدم، بخصوص أحداث مباراة السوبر التي أقيمت بين فريقي الأهلي والزمالك بالعاصمة الإماراتية أبو ظبي إيقاف إمام عاشور حتى نهاية الموسم وغرامة مالية قدرها 100 ألف جنيه لكل منهم.
في 22 سبتمبر 2020، سجل امام عاشور الهدف الثالث للزمالك في مرمي طنطا في الدقيقة 96 من عمر المباراة علي استاد القاهرة في الجولة الـ 29 للدورى التي إنتهت بنتيجة 3/1  للزمالك.
في 5 أكتوبر 2020، سجل إمام عاشور هدف التعادل في الدقيقة 81 من زمن المباراة في مباراة فريقة ضد سموحة 2-1، ضمن منافسات دور الـ 16 ببطولة كأس مصر.
في 6 أكتوبر 2020، أعلنت لجنة الانضباط والأخلاق باتحاد الكرة، إيقاف إمام عاشور لاعب الزمالك مباراة واحدة و50 ألف جنيه غرامة، لما بدر منه في مباراة الزمالك والمصري، بالجولة الـ31 من بطولة الدوري المصري والتي انتهت بفوز الزمالك 1-0.

#### موسم 2020-2021
في 09 يناير 2021، سجل إمام عاشور هدفين في فوز فريقه علي طلائع الجيش 3-0 في الجولة السادسة من الدوري المصري الممتاز. تمكن إمام عاشور من التقدم في الدقيقة 49 بتصويبة صاروخية. وعاد عاشور للظهور من جديد في الدقيقة 71 ليسجل الهدف الثالث للزمالك بعد تصويبة في أقصى الزاوية اليسرى لمرمى حارس الطلائع.
في 12 يناير 2021، سجل إمام عاشور هدف الزمالك الوحيد من تسديدة في الدقيقة 54 من أحداث المباراة التي فاز بها الزمالك 1-0 ضد نادي المصري. إمام عاشور أكثر من اعترض الكرة واستعادها من المصري لصالح لاعبي الزمالك برصيد 20 مرة في المباراة وكان ثاني أكثر لاعب استلم الكرة من زملائه برصيد 42 استلام ناجح بنسبة 100% بعد طارق حامد.
في 18 يناير 2021، أكد إسماعيل يوسف عضو مجلس إدارة نادي الزمالك السابق، أن اللاعب الشاب إمام عاشور فعل الكثير وضحى من أجل الانضمام للنادي. وقال يوسف في تصريحاته:
| إمام عاشور | إمام عاشور تحمل 2 مليون جنيه بايصالات أمانه على نفسه من أجل الانضمام للزمالك | إمام عاشور |

في 02 فبراير 2021، صنع إمام عاشور هدفاً للاعب فرجاني ساسي من ضربة في الدقيقة 69 من عمر المباراة التي خسرها الزمالك أمام غزل المحلة بنتيجة 2-1 باستاد المحلة ضمن مباريات الجولة الـ 11 للدوري المصري الممتاز.
في 7 فبراير 2021، صنع إمام هدفاً للاعب يوسف أوباما في الدقيقة 77 بعد كرة عرضية في الجانب الأيمن من منطقة الجزاء، لينقض أوباما عليها بالرأس معلنًا ثاني أهداف فريقه في المباراة التي فاز بها الزمالك 2-0 علي الإتحاد السكندري ضمن مواجهات الجولة 12 من الدوري المصري.
في 14 أغسطس 2021، سجل إمام عاشور الهدف الأول في شباك الإسماعيلي من تسديدة قوية تصطدم بمدافع الإسماعيلي وتغيير اتجاها وتسكن الشباك في الدقيقة 56 من عمر اللقاء الذي إنتهي بفوز الزمالك 2-0 علي ستاد الإسماعيلية في الجولة الثلاثين ضمن منافسات الدوري المصري الممتاز.
في 21 يوليو 2022، سجّل إمام عاشور الهدف الثاني في شباك النادي الأهلي عن طريق تسديدة صاروخية متقنة، في المباراة التي أقيمت على أرض ملعب القاهرة الدولي، في نهائي بطولة كأس مصر 2021.

## أسلوبه في اللعب
يتميز عاشور بأن لديه رؤية وسرعة ويجيد التقدم للأمام ثم الارتداد للخلف بسرعة وتقديم تمريرات رائعة للمهاجم كما يؤدي المباريات بروح قتالية عالية وأداء جيد. يمتلك اللعب أيضاً كتلة عضلية كبيرة تجعله قوي للغاية بدنيا. يجيد اللاعب قطع الكرة مما يعكس تفوقه في جميع المواجهات الفردية. كما أن اللاعب يتميز بقوة التصويبات. لكن اللاعب سريع الغضب ويحزن بشكل سريع للغاية مما يؤثر على قراراته داخل الملعب، ويعاني اللاعب من العصبية والانجراف وراء الاستفزازات بالملعب، كما ينقصه أيضا ضربات الرأس بكثرة. يري البرتغالي جايمي باتشيكو أن إمام عاشور لاعب مميز ومتكامل، يسدد جيدا وقوي بدنيا ويستطيع اللعب في أكثر من مركز.

## قضية الاعتداء بحقه
في شهر يونيو 2024 فتحت النيابة العامة في مصر تحقيقًا حول شجار شارك به، إمام عاشور، في أحد المراكز التجارية الكبيرة بالقاهرة، حيث استمعت إلى أقوال رجل أمن تقدم ببلاغ بحق عاشور اتهمه فيه بالاعتداء عليه بمساعدة آخرين.
وكان مقطع فيديو تم تداوله بكثافة على مواقع التواصل الاجتماعي قبلها بأيام، يظهر عاشور ومجموعة من الشبان وهم يعتدون على رجل أمن في "مول"، فيما قال الرجل الذي تقدم بالبلاغ إن عاشور زعم أن زوجته تعرضت للتحرش داخل المركز التجاري.

## الإنجازات

### الأهلي
- الدوري المصري الممتاز : 2023–24،2024–25
- كأس مصر : 2022–23
- كأس السوبر المصري  : 2023–24, 2024–25
- دوري أبطال إفريقيا  : 2023–24
- كأس إفريقيا و آسيا و المحيط الهادئ 2024
- هداف الدوري المصري الممتاز :2024–25

#### الزمالك
- الدوري المصر الممتاز (2): 2020–21 * 2021-22
- كأس مصر (2): 2018-19، 2020–21
- كأس السوبر المصري (1): 2019-20
- كأس السوبر الإفريقي (1): 2020

### مصر
- كأس الأمم الأفريقية تحت 23 سنة (1): 2019

## روابط خارجية
- إمام عاشور على موقع الاتحاد الأوربي (الإنجليزية)
- إمام عاشور على موقع قاعدة بيانات كرة القدم.إي يو (الإنجليزية)
- إمام عاشور على موقع ناشيونال فوتبول تيمز (الإنجليزية)
- إمام عاشور على موقع Soccerway.com (الإنجليزية)
- إمام عاشور على موقع عالم كرة القدم.نت (الإنجليزية)
- إمام عاشور على موقع أوليمبيديا (الإنجليزية)